# Dragutin Topić
Dragutin Topić(født 12. marts 1971 i Beograd) er en serbisk højdespringer, der har opnået sit bedste konkurrenceresultat med guldmedaljer ved junior-VM (udendørs) i 1990 i Fukuoka, udendørs-EM samme år i Split samt indendørs-EM i 1996 i Stockholm. Hans personlige rekord er på 2,38 m, sat i Beograd i 1993.
Han har deltaget i fem olympiske leger og syv verdensmesterskaber. I 2001 blev Topić testet positiv for dopingstoffet norandostreron og efterfølgende idømt to års udelukkelse.
| Atletikudøver | Spire Denne biografi om en atletikudøver er en spire som bør udbygges. Du er velkommen til at hjælpe Wikipedia ved at udvide den. |